# Petr Bilík
Petr Bilík (* 1974 Buchlovice) je český filmový historik, teoretik, redaktor, dramaturg, kulturní manažer a vysokoškolský pedagog.

## Život
Narodil se v Buchlovicích, kde také vystudoval gymnázium. V roce 1994 byl přijat ke studiu českého jazyka a filmové vědy na Filozofické fakultě Univerzity Palackého v Olomouci. Už v průběhu studií se věnoval řadě kulturních a společenských aktivit, stal se redaktorem literárního časopisu Host, působil jako člen organizačního štábu Letní filmové školy v Uherském Hradišti (1992-1999). V roce 1999 absolvoval magisterské studium na Filozofické fakultě Univerzity Palackého v Olomouci (obor filmová věda). V letech 2001-2003 pracoval jako dramaturg v České televizi Brno.[zdroj?]
Ve volném čase se věnuje gastronomii, cestování a sportu. V pěti letech jezdil ve škole na krokodýlovi.

## Akademické působení

### Pedagogická činnost
Jako pedagog začal působit v průběhu doktorského studia na Katedře teorie a dějin dramatických umění na FF UP v Olomouci. V roce 2001 nastoupil na katedře jako odborný asistent, do současnosti[kdy?] se věnuje výuce dějin české a československé kinematografie a managementu kultury.[zdroj?]

### Výzkumná a odborná činnost
V roce 2006 obhájil disertační práci s názvem Ladislav Helge (kapitoly z dějin českého filmu padesátých a šedesátých let), která je věnována významnému tvůrci 60. let, Ladislavu Helgemu. Studie byla v roce 2012 vydána i knižně pod názvem Ladislav Helge: Cesta za občanským filmem. V průběhu svého působení na katedře byl garantem řady výzkumných projektů, mimo jiné Mapování kulturních a kreativních průmyslů v Olomouci, Partnerská síť univerzit a filmového průmyslu nebo Formování kompetencí středoškolských pedagogů v oblasti filmu, divadla a audiovize (2007-2008). Jako autor byl součástí kolektivu přehledové publikace Panorama českého filmu (ed. Luboš Ptáček). Pedagogická, odborná a publikační činnost Petra Bilíka se zaměřuje především na opomíjené osobnosti české a československé kinematografie. Od roku 2011 napsal nebo se podílel na knihách o filmařích, jako je Paul Fierlinger nebo producent Jaromír Kallista. V letech 2012-2022 realizoval několik studijních a praktických stáží (Bristolská univerzita, Univerzita v St Andrews, BBC).[zdroj?]

### Akademické pozice
V letech 2010-2014 působil jako proděkan Filozofické fakulty Univerzity Palackého, následně v letech 2014-2021 působil jako prorektor pro vnější vztahy na Univerzitě Palackého (rektorem byl historik Jaroslav Miller).

## Další aktivity
V roce 2000 inicioval společně s dramaturgem Petrem Kubicou nultý ročník Přehlídky animovaného filmu (PAF), která byla následně v letech 2003-2005 pořádána v Uměleckém centru UP v Olomouci, kde sídlila katedra. Společně s novým týmem (Pavel Bednařík, Veronika Klusáková a další studenti) pozvali na festival řadu předních osobností (Břetislav Pojar, Bedřich Glaser, Priit Pärn, Georg Schwizgebel). V letech 2007 až 2010 byl ředitelem festivalu Academia Film Olomouc. V letech 2015-2018 byl členem rady Státního fondu kinematografie.
V krajských volbách v roce 2024 kandidoval na 15. místě kandidátní listiny STAN na funkci zastupitele Olomouckého kraje. Nebyl zvolen, stal se však šestým náhradníkem.

## Publikační činnost

### Knihy
- BILÍK P. Ladislav Helge – Cesta za občanským filmem. 2011.
- Bilík P. Československá kinematografie 50. a 60. let (mimo novou vlnu). 2013.
- Bilík P. Nová vlna československého filmu. 2013.
- Bilík P. Československá kinematografie 50. a 60. let. 2014.
- Bilík P., Erbenová K. Paul Fierlinger - Biografie. 2014.
- Bilík P., Palaščák R., Prágerová, B., Žůrek J., Beková M., Novák L., Puš I., Pospíšil J., Bednařík, P. Mapování kulturních a kreativních průmyslů na Olomoucku. 2017.
- Bilík P., Černík J. Filmař Jaromír Kallista. 2019.
- Nétek R., Bilík P., Jendřejková M., Petráková M., Šobáňová P., Burian J., Pászto V., Chloupek J. Motivace aktérů kreativních průmyslů v olomoucké aglomeraci: Strategie a doporučení pro posílení segmentu. In Palaščák R., Machková Prajzová N. (Eds.) 2020.
- Bilík P. Financování filmu jako aspekt kulturní politiky. 2020.

### Studie (výběr)
- Bilík P. Exilové ne-ukojení. Cinepur. 2005.
- Bilík P. Realistická tendence českého filmu. Aluze. 2006.
- Bilík P. Dialogy s Ivanem Passerem a dějinami kinematografie. Iluminace. 2009.
- Bilík P. BBC Factual: Nové obrazy historie. Dějiny a současnost. 2013.
- Bilík P. Olmiho obrazy skromnosti. Host. 2013.
- Bilík P. Rodáci. Nesouměrný portrét filmu. Iluminace. 2014.
- Černík J., Bilík P. Scenáristé o scenáristice. Host. 2021.
- Bilík P. Ach ta scenáristika! Host. 2021.
- Bilík P., Jendřejková M. Překvapivé souostroví kreativity. Kultura, umění a výchova. 2023.
- Bilík P., Faja F. Prudký rozhovor s médiem: K audiovizuální eseji o filmu Protektor. ArteActa. 2024.